# Харківський слідчий ізолятор
Ха́рківський слі́дчий ізоля́тор — слідчий ізолятор управління Державного департаменту України з питань виконання покарань, розташований у Харкові.

## Історія ізолятора
Історія діяльності Харківського слідчого ізолятору починається з відкриття у 1848 році в місті Харкові арештантської роти громадянського відомства. Як писав відомий історик та краєзнавець Дмитро Багалій, у 1847 році, поряд з духовною семінарією, було збудовано будівлю арештантської роти, «яка, як і семінарія, Всіхсвятська церков та часовенька були першими кам'яними спорудами на Холодній горі, в той час малонаселеній околиці міста».
У 1903 році була побудована більша частина будинків нинішнього СІЗО. У Харківському виправно-арештантському відділенні працювала школа для ув'язнених. Вона була організована ще в 1890 році, заняття проводилися в одній з камер.
Початок 20 сторіччя — час революційних потрясінь, що залишив свій слід і в історії тогочасної Холодогірської в'язниці. У грудні 1905 року в Харкові було підготовлено збройне повстання. Після поразки повстання частина його найактивніших учасників були заарештовані і відбували ув'язнення у Харківському виправно-арештантському відділенні. У цей час тут перебували такі відомі люди, як Павло Грабовський, Камо, Артем, Муранов.
За роки діяльності слідчого ізолятора декілька разів змінювалася його назва: з 1870 року він мав назву «Харківське виправне арештантське відділення», після закриття якого у 1893 році у вказаній будівлі по вулиці Єкатеринославській розміщувалась пересильно-каторжна в'язниця, потім вона мала назву «Харківське виправне арештантське відділення та тимчасова в'язниця».
З 1917 до 1941 року та з 1943 по 1946 рік — «ДомЗак ВЧК», «ДоПР ГУМЗАКа НарКомЮста», «ДомТюрЗак ГУИТУ ОГПУ СССР», спецізолятор «ГУИТЛ НКВД СССР». З 1941 року по 1943 рік, у період німецької окупації під час Другої світової війни, тут існував лиховісний комплекс — міська в'язниця Харківського гебітскомісаріату (обласного комісаріату) і «Крігсгефангенен-Шталаг-364» (міський табір військовополонених № 364), де щодня здійснювали подвиг лікарі колективу професора-медика Олександра Мєщанінова і в'язні-підпільники.
Після Другої світової війни на цій території розташувалася слідча в'язниця МВС та «ПромИТК-1», яка належала «ГлавПромСтрою ГУЛАГ СССР». У 1949 р. ця територія була поділена на локальні сектори зі своїми воротами, вишками і засобами охорони (сучасна територія Холодногірської ВК № 18 та слідчого ізолятора).

## Сучасний стан
Ув'язнених та засуджених розміщено у камерах режимних корпусів, загальна кількість спальних місць — близько 3600. Загальний рух слідчо-заарештованих та засуджених через Харківський слідчий ізолятор протягом року становить понад 100 тисяч осіб, із них рух транзитно-пересильних — понад 17 тисяч, рух у суди — понад 55 тисяч.
З метою забезпечення належних умов виконання та відбування покарань, відповідно до статті 11 Закону України «Про Державну кримінально-виконавчу службу України», наказом Голови Державної пенітенціарної служби України №742/Од-14 від 02.12.2014 року Харківський слідчий ізолятор управління Державної пенітенціарної служби України в Харківській області реорганізовано в установу виконання покарань шляхом перетворення. Установі присвоєно найменування «Харківська установа виконання покарань управління Державної пенітенціарної служби України в Харківській області (№27)». Новостворена установа є правонаступником Харківського слідчого ізолятора із встановленням для неї відповідного обсягу функцій та повноважень.
Начальник  Харківської установи виконання покарань (№27) полковник внутрішньої служби Бартощак Євген Миколайович.

## Стан виробництва
На території установи працюють навчально-виробничі майстерні, в яких ув'язнені, які утримуються в Харківському слідчому ізоляторі мають можливість набувати навички за різними спеціальностями.
Для виконання робіт із господарського обслуговування установи, відповідно до вимог ст. 89 КВК України, з числа засуджених відбираються особи для зарахування у відділення соціально-психологічної служби. Залишення засуджених для виконання робіт з господарського обслуговування проводиться наказом начальника слідчого ізолятору з письмової згоди засудженого.

## Соціально-психологічна робота
В установі триває співпраця з представниками районного центру соціальної служби для сім'ї, дітей та молоді Жовтневого району м. Харкова, щотижня представниками центру здійснюються консультаційні заняття з профілактики наркоманії, алкоголізму, надається психологічна допомога всім, хто її потребує. Також щочетверга здійснюється прийом психологом для надання консультативної допомоги співробітникам.
Штат психологів слідчого ізолятору у 2009 році розширено до 5 співробітників, які проводять психопрофілактичну, групову та індивідуальну психотерапію, спеціалізовані тренінги та колективні психологічні ігри, направлені на покращення психоемоційного стану. Для покращення морально-психологічного стану, усунення наслідків впливу ізоляції, проведення сеансів психокорекції, тренінгів, тестувань та іншої роботи в корпусі, де утримуються неповнолітні, у 2009 році зроблено повністю нову кімнату психоемоційного розвантаження.
Вимушена бездіяльність шкідлива для будь-якого ув'язненого, особливо шкідливою вона є для неповнолітніх, які відчувають особливу потребу у фізичний діяльності та інтелектуальному стимулюванні. Ув'язненим неповнолітнім запропонована повна програма навчання, занять спортом, відпочинку та інших видів умотивованої діяльності.
На теперішній час активну духовну роботу в установі проводять представники Української православної церкви. У Свято-Покровському православному храмі при установі регулярно проводяться зустрічі засуджених і слідчо-заарештованих з настоятелем Свято-Архангело-Михайлівського храму протоієреєм о. Богданом.
Для заняття самоосвітою створені умови в читальному залі бібліотеки установи. Книжковий фонд бібліотеки становить понад 11 тис. примірників.
Щомісячно установу відвідує представник Українсько-Американського Бюро з захисту прав людини, член Громадської ради при територіальному управлінні Мар'яновський Григорій Абрамович, який проводить особистий прийом ув'язнених, групові та індивідуальні бесіди та лекції, як для співробітників, так і для ув'язнених.

## Інциденти
19 вересня 2012 року стало відомо, що двоє ув'язнених рили підкоп у підвалі одного з режимних корпусів. Він був прямокутної форми, мав 55 см у ширину, 35 см у висоту та 3 м 80 см у довжину.

## Адреса
61093 м. Харків, вул. Полтавський Шлях, 99